# 장안대학교 축구부
장안대학교 축구부(영어: Jangan University  Football Club)는 대한민국 경기도 화성시에 위치한 대학교 축구부이다. 장안대학교에서 운영하는 대학 축구부이며, 2022년에 창단되었다. 현재 대한민국의 대학교 축구부 중에서 화성시의 유일한 대학 축구부이다.

## 출신 선수
김도현 (삼일공업고등학교)

## 참고 문헌
- “KFA 통합경기정보 시스템”. 대한축구협회.
- 약속의 땅 통영 제59회 춘계대학축구연맹전 출전 선수 명단

## 같이 보기
- 장안대학교